# Ha Seung-jin
Dans ce nom coréen, le nom de famille, Ha, précède le nom personnel.
Ha Seung-Jin (né le 4 août 1985 à Séoul) est un joueur de basket-ball sud-coréen. Il mesure 2,21 m et joue au poste de pivot.

## Biographie
Ha Seung-Jin évolue à l'université Yonsei en Corée du Sud. Il arrive à Los Angeles en 2004 pour se préparer pour la draft 2004. Il joue brièvement avec le Reign de Portland en ABA. Ha est sélectionné au 46e rang de la draft 2004 par les Trail Blazers de Portland. Il les rejoint au milieu de la saison 2004-2005, disputant peu de matchs. Lors de la saison 2005-2006, Ha est envoyé dans l'équipe de NBA D-League des Fort Worth Flyers, le 28 mars 2006, ne disputant que cinq matchs.
Le 31 juillet 2006, Ha Seung-Jin est transféré aux Bucks de Milwaukee. Le 28 octobre 2006, avant le début de la saison 2006-2007, il est évincé par les Bucks. Il est alors recruté par les Anaheim Arsenal en NBA Development League.
Depuis 2008, il joue dans le championnat coréen, avec l'équipe de KCC Jeonju, remportant la Korean Basketball League en 2009.
Sa sœur aînée, Ha Eun-Joo, est également joueuse de basket-ball professionnelle. Mesurant 2,03 m et jouant au poste de pivot, elle est recrutée par l'équipe WNBA des Sparks de Los Angeles le 6 février 2006, mais elle est évincée le 19 mai 2006, n'ayant pas pu arriver à Los Angeles en raison d'un conflit contractuel avec son équipe japonaise des Chanson Cosmetics.